# Будинок Луцької братської школи
Буди́нок Лу́цької бра́тської шко́ли — пам'ятка архітектури XVII століття місцевого значення, розташована на вулиці Йова Кондзелевича, 5 в історико-культурному заповіднику «Старий Луцьк». Мурований будинок, зведений у 1620 році для школи Луцького Хрестовоздвиженського братства, є однією з найстаріших збережених цивільних будівель міста. Будівля є частиною комплексу Луцького братського монастиря, до якого також належить Хрестовоздвиженська церква. Нині в частині приміщень діє Музей історії Луцького братства, а інша частина використовується як житловий будинок, що перебуває в аварійному стані.

## Історія

### Заснування та розквіт
Луцьке Хресто-Воздвиженське братство, офіційно проголошене 1 вересня 1619 року на зібранні у Луцькому замку, стало головним осередком українського православного релігійного та культурно-освітнього життя на Волині на початку XVII століття. Того ж року братство отримало королівський привілей Сигізмунда III на створення «школи для побожных наук людей молодых потребною». Для потреб навчального закладу в 1620 році було збудовано мурований будинок.
Засновниками братства та школи були місцева українська шляхта, духовенство та міщанство, зокрема Лаврентій Древинський, Михайло Гулевич, Андрій Пузина та Галшка Гулевичівна.
Статут школи, переписаний у 1624 році, ґрунтувався на статуті Львівської братської школи та доповнювався власними «Артикулами прав» (правилами для учнів). Навчальна програма наближалася до рівня колегії та включала курс «семи вільних наук», вивчення слов'янської, грецької та латинської мов. Особлива увага приділялася партесному співу. У школі діяла класно-урочна система навчання. Діти з бідних родин навчалися безкоштовно коштом братства.
Серед відомих викладачів школи були ієромонах і художник Йов Кондзелевич, композитор Єлисей Ільковський, Павло Босинський та ігумен Августин Славинський. Випускником школи був поет і політичний діяч Данило Братковський. З 1626 року при школі діяла друкарня.

### Утиски та занепад
Діяльність братської школи супроводжувалася утисками з боку єзуїтів. У 1627 та 1634 роках студенти єзуїтського колегіуму здійснювали напади на братський монастир і школу, били ченців та учнів. Після переходу луцького єпископа Діонісія Жабокрицького на унію в 1709 році та подальшої боротьби, Луцьке братство поступово занепало і близько 1730 року припинило своє існування. Будівля школи разом з усім монастирським комплексом перейшла до василіан.

## Музей історії Луцького братства
2011 року в частині приміщень колишнього монастиря було відкрито Музей історії Луцького братства, який є відділом Волинського краєзнавчого музею. Експозиція присвячена історії Хрестовоздвиженського православного братства. Фото-художня експозиція складається з 12 тематичних розділів, в яких прослідковано еволюцію та причини виникнення братств на теренах Київської митрополії, напередодні та зародження братства в Луцьку, його соціальний склад та організаційну структуру, реконструкцію суголосних часових релігійних та соціальних конфліктів. Окремо в експозиції показано розвиток найголовніших луцьких братських інституцій: церкви, шпиталю, монастиря, школи та друкарні. Ексклюзивним є картографування 30 братських об’єктів нерухомості на мапі Луцька.
Вдалими образотворчими елементами експозиції стали сучасні твори волинських малярів Володимира Жупанюка та Олександра Дишка. Авторству останнього належить портретна живописна галерея відомих братчиків XVII ст.
У музеї представлені монастирські меблі, предмети церковного вжитку, стародруки XVII—XIX століть із бібліотеки братства, а також документи про його фінансову діяльність, метричні книги Хрестовоздвиженської братської церкви ХХ ст. Найціннішим „експонатом” музею слід визнати автентичну інтер’єрну кладку братського монастиря. Товщина стін будівлі свідчить про її оборонний характер.
Завдяки окремим експозиційним акцентам відвідувачі загалом невеликого братського музею мають можливість познайомитись зі світом луцького міщанського суспільства XVII – XIX ст.

## Сучасний стан
Будинок є пам'яткою архітектури місцевого значення з охоронним номером 619. Частина будівлі використовується як житло. Впродовж десятиліть будинок не бачив капітального ремонту і перебуває в аварійному стані. Підвали постійно затоплені, що спричиняє руйнування фундаменту, стіни вражені грибком, а зі стель обсипається штукатурка.
Причиною підтоплень, імовірно, є зношеність міських водопровідних мереж, прокладених у старій частині міста понад 90 років тому. Мешканці будинку живуть у незадовільних умовах, деякі квартири не мають сучасних вигод, а опалення досі пічне.
Питання про відселення мешканців та виділення коштів на реставрацію (за оцінками, понад 10 мільйонів гривень) неодноразово піднімалося на рівні міської та обласної влади, але залишається невирішеним через брак фінансування та суперечки між гілками влади.

## Відомі особи
- Засновники та меценати: Лаврентій Древинський, Михайло Гулевич-Воютинський, Юрій Пузина, Галшка Гулевичівна, Ісакій Борискович[3][4][5].
- Викладачі: Йов Кондзелевич, Єлисей Ільковський (Ілповецький), Павло Босинський[10], Августин Славинський[3][6].
- Учні: Данило Братковський[3][4].

## Галерея

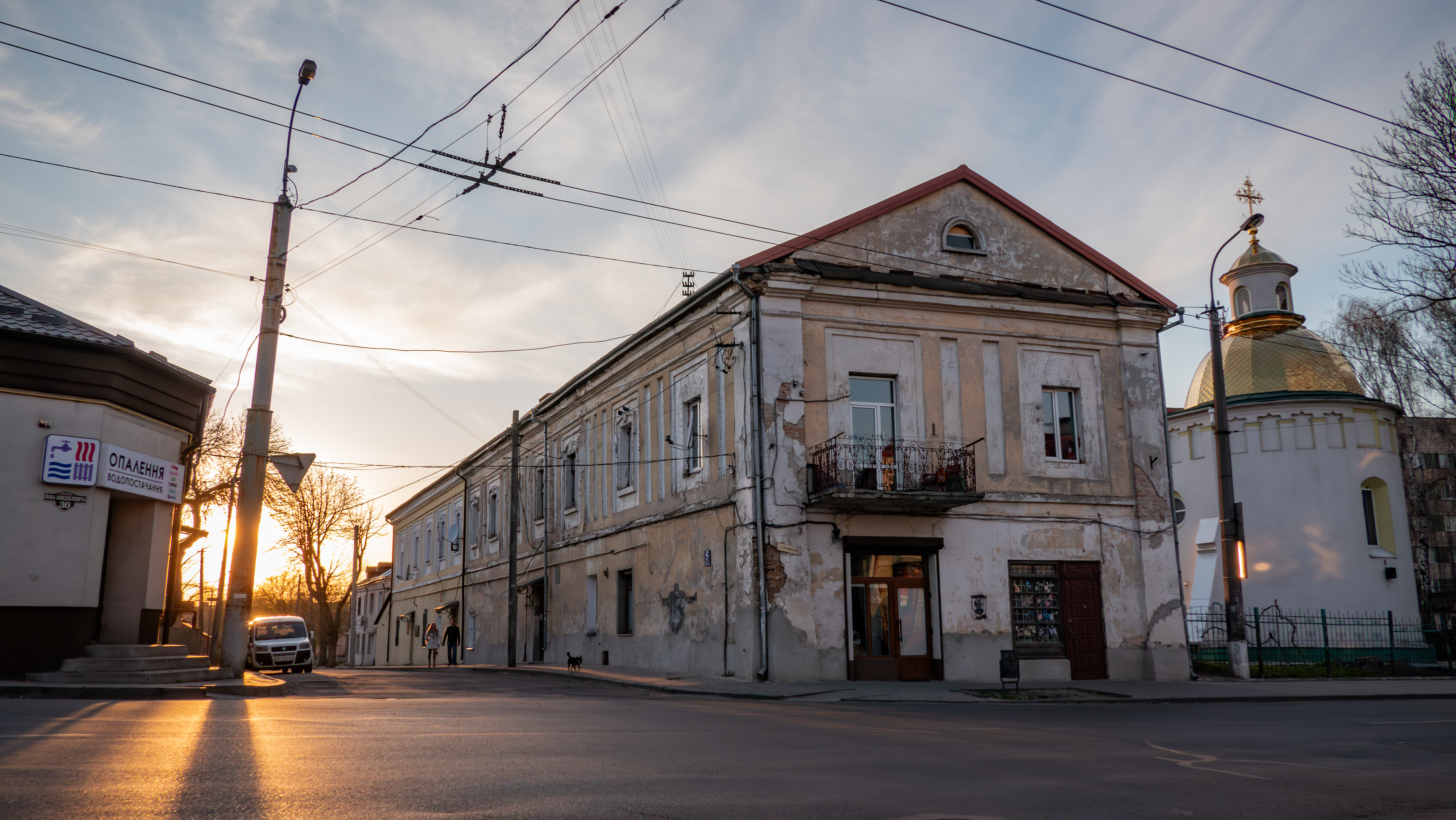
Будинок Луцької братської школи
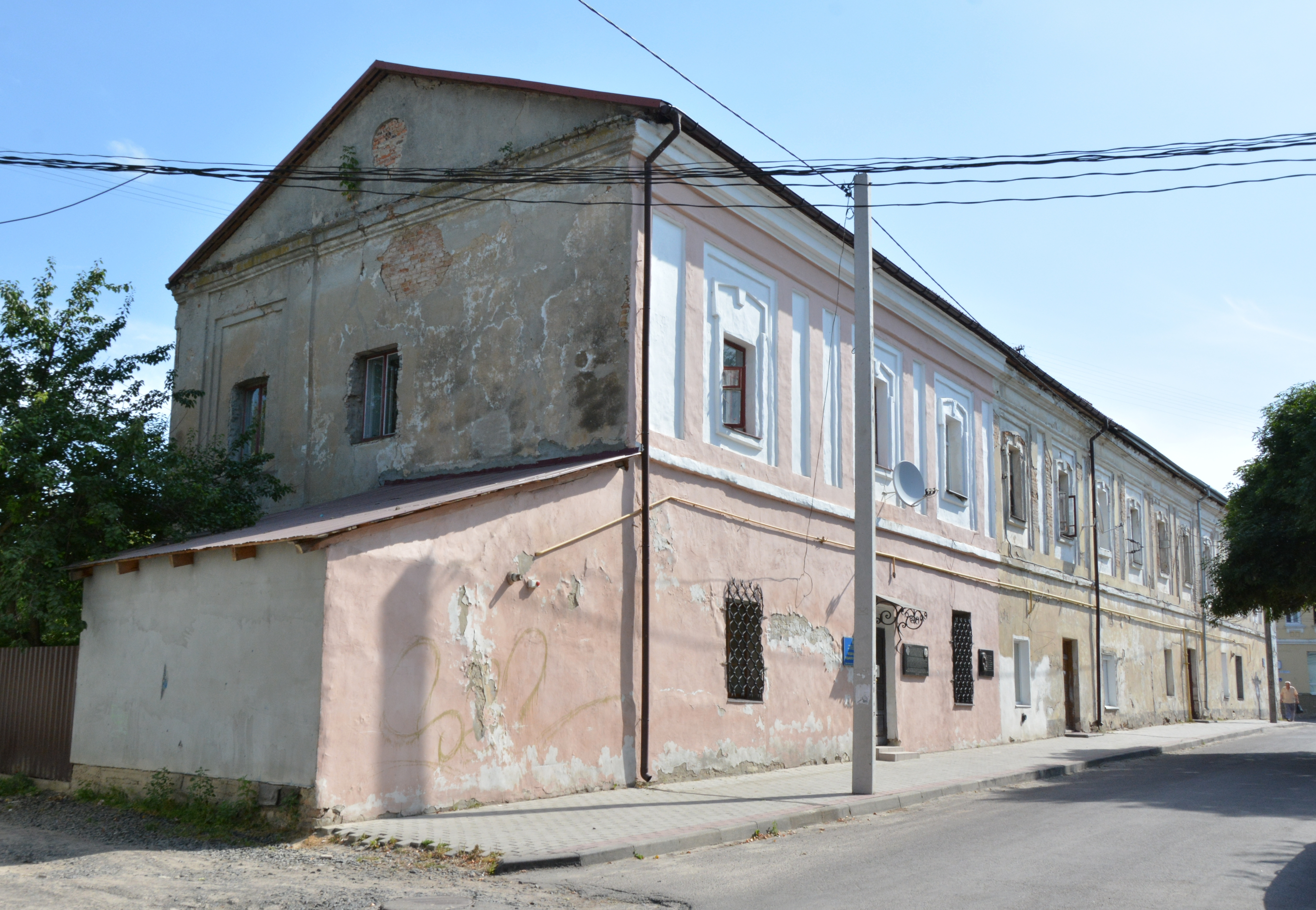
Фрагмент фасаду
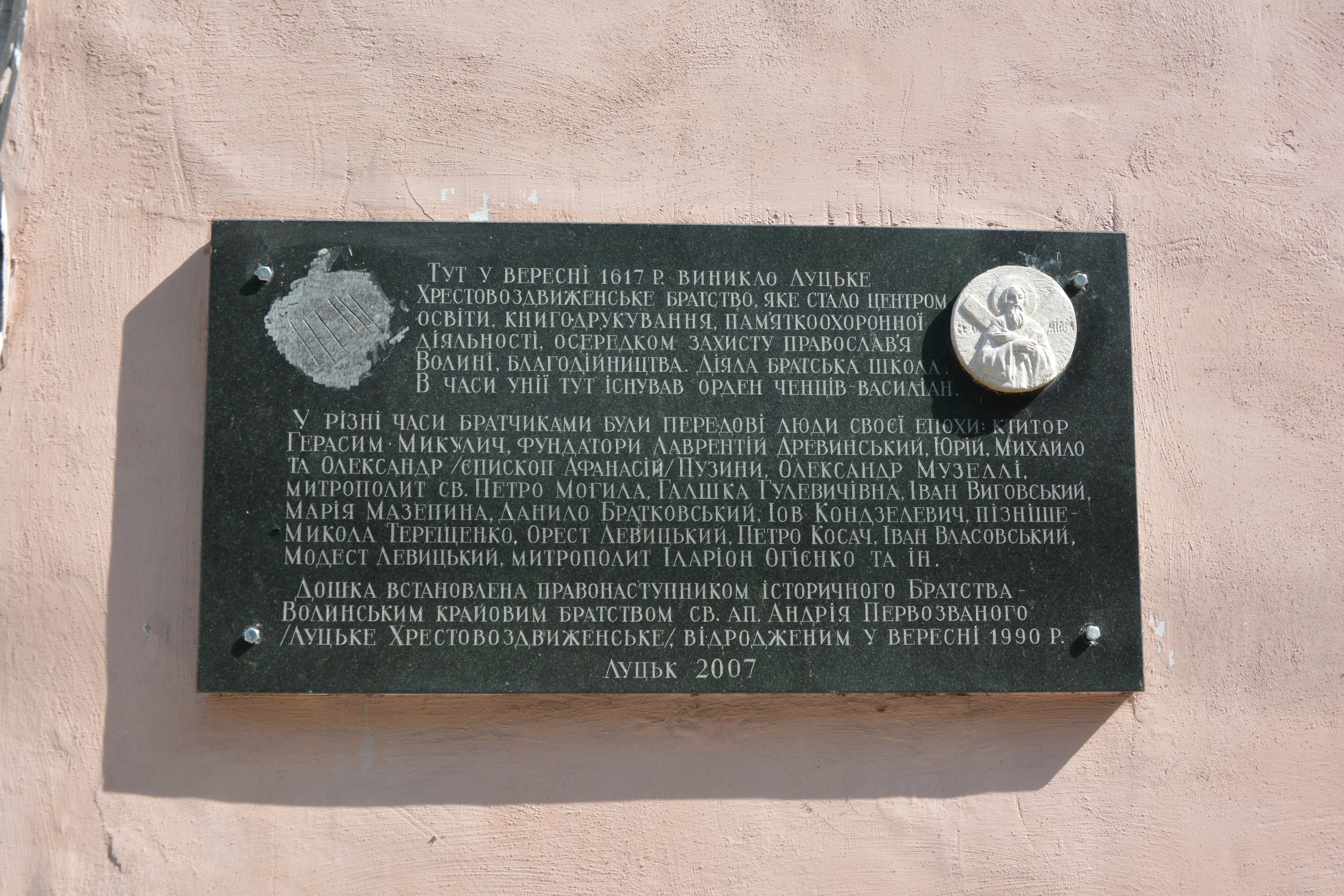
Пам'ятна дошка братській школі
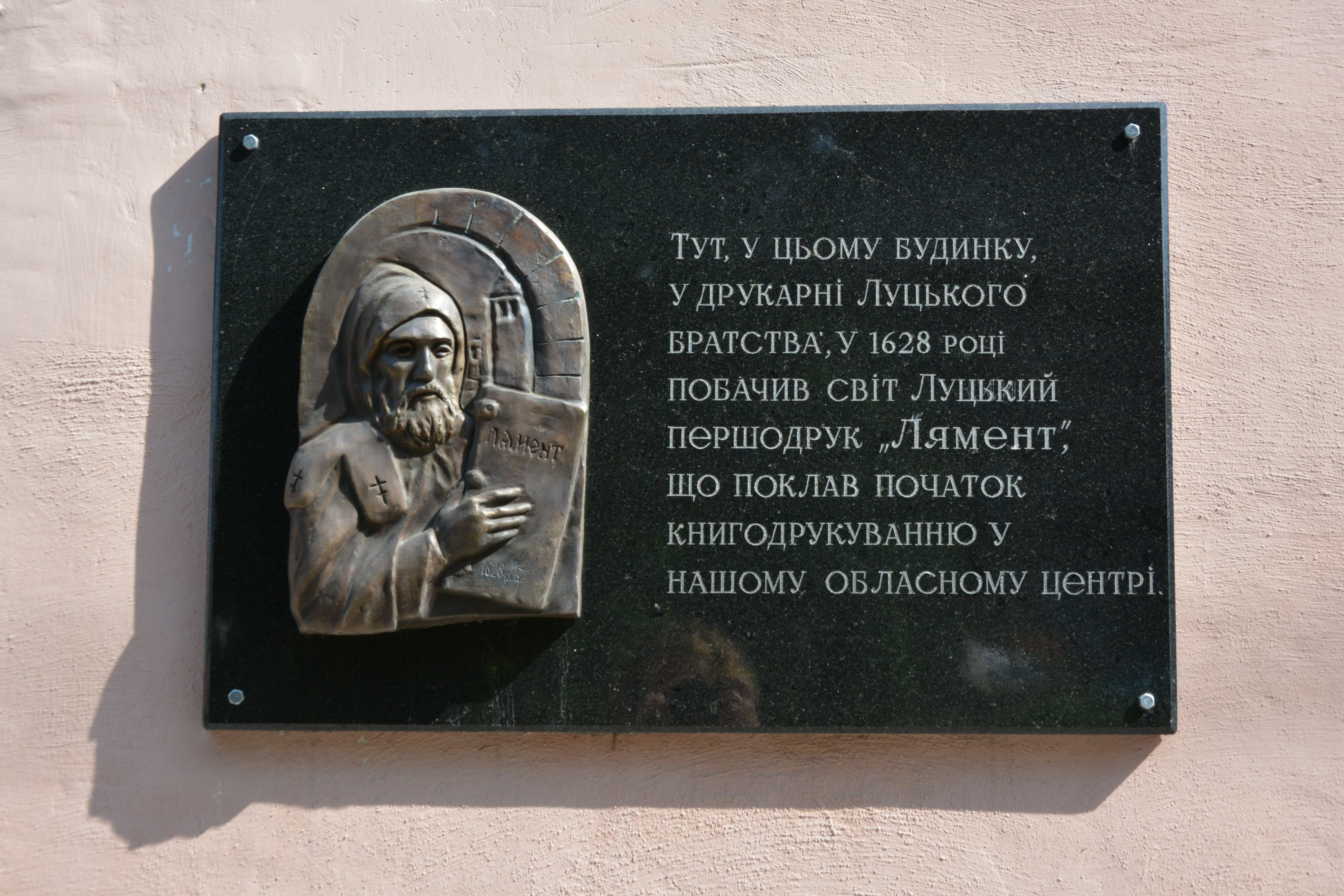
Пам'ятна дошка Йову Кондзелевичу
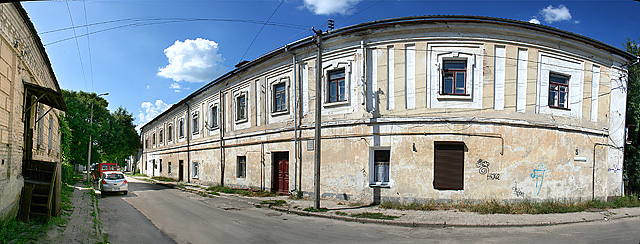
Комплекс братського монастиря
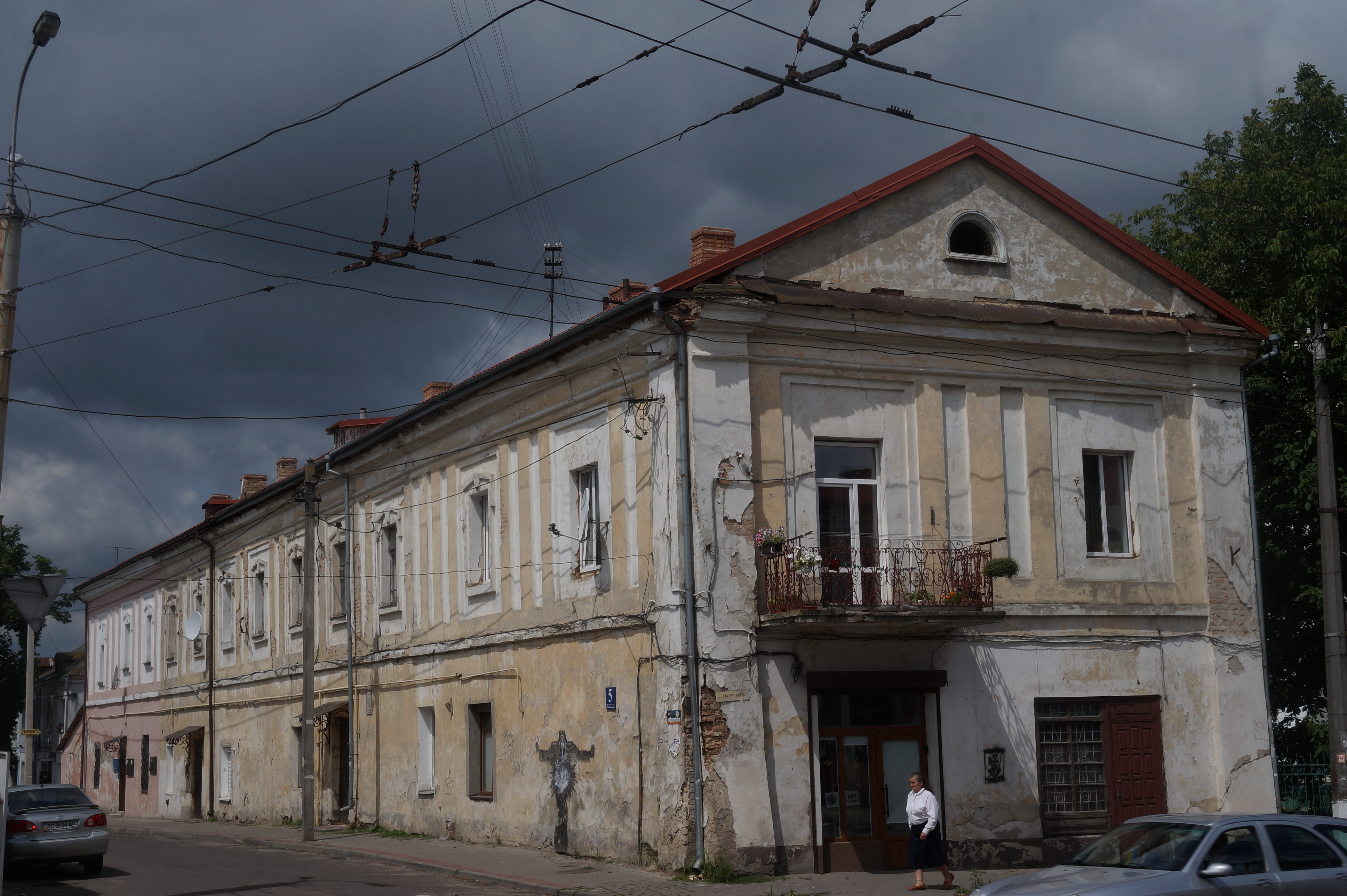
Вигляд з боку вулиці
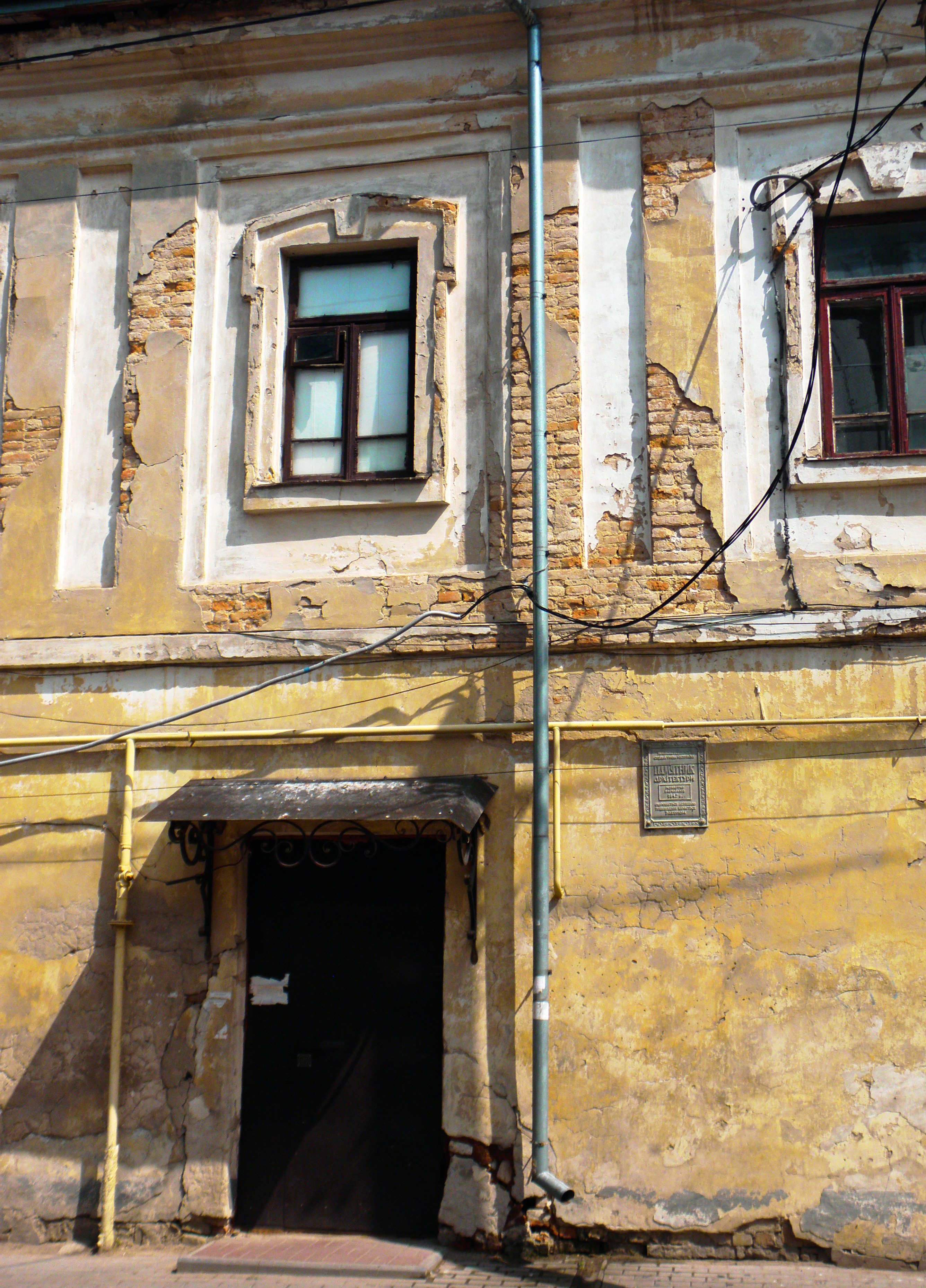
Головний вхід до монастиря
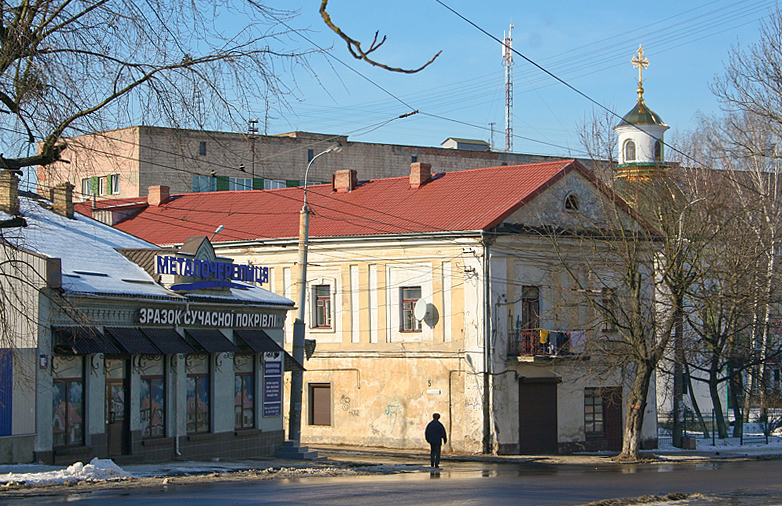
Вигляд на комплекс з боку майдану Ринок